# 23 Андромеды
23 Андромеды (лат. 23 Andromedae, HD 905) — предположительно одиночная звезда в созвездии Андромеды на расстоянии приблизительно 122 световых лет (около 37 парсеков) от Солнца. Видимая звёздная величина звезды — +5,71m. Возраст звезды определён как около 759 млн лет.

## Характеристики
23 Андромеды — жёлто-белый субгигант спектрального класса F0IV. Масса — около 1,43 солнечной, радиус — около 1,5 солнечного, светимость — около 49,9 солнечных. Эффективная температура — около 7089 K.